# Heliconius numatus
Heliconius numatus är en fjärilsart som beskrevs av Pieter Cramer 1780. Heliconius numatus ingår i släktet Heliconius och familjen praktfjärilar. Inga underarter finns listade i Catalogue of Life.